# La Sentinelle (film, 2004)
Pour les articles homonymes, voir La Sentinelle.
La Sentinelle (The Defender) est un téléfilm américain réalisé par Dolph Lundgren en 2004.

## Synopsis
La guerre entre l'Occident et le terrorisme atteint son paroxysme dans la violence. Décidé à y mettre un terme, le président des États-Unis organise dans le plus grand secret une rencontre entre Roberta Williams, son ministre de la Défense, et Jamar, l'homme le plus recherché de la planète... (source : diffusion de l'EPG sur NRJ 12 le 20/12/2018)

## Fiche technique
- Réalisateur : Dolph Lundgren
- Scénario : Douglas W. Miller
- Photographie : Maxime Alexandre
- Musique : Adam Nordén
- Durée : 90 min
- Coproduction germano-britannique, tournée en Roumanie
- Date de diffusion : 
  - sortie DVD en septembre 2005 sous le titre The Defender

## Distribution
- Dolph Lundgren (VFB : Jean-Marc Delhausse) : Lance Rockford
- Jerry Springer (VFB : Robert Guilmard) : le président des États-Unis
- Shakara Ledard (VFB : Sophie Landresse) : Kaye
- Thomas Lockyer (VFB : David Pion) : Stevenson
- Caroline Lee-Johnson(VFB : Francine Laffineuse) : Mrs Jones
- Gerald Kyd (VFB : Franck Dacquin) : Morgan
- Ian Porter (VFB : Sébastien Hébrant) : Newell
- Howard Antony (VFB : Olivier Cuvellier) : Parker
- Geoffrey Burton (VFB : Mathieu Moreau) : Jamar
- Iddo Goldberg : Scripts
- James Chalke (VFB : Didier Colfs) : Lee
- Michael Fitzpatrick (VFB : Michel Guillou) : Burlingham
- Leigh Zimmerman (en) (VFB : Carine Seront) : reporter

et Robert Dubois : narrateur,

Jean-Paul Landresse : Travis
Doublage
- Studio de doublage : ?
- Direction artistique : Olivier Cuvellier
- Adaptation : Laurent Labannière
- Mixage : Marc Lacroix

(carton de doublage relevé le 20/12/2018 sur NRJ 12 à 2h30)[source insuffisante]